# Giacomo Cavalli

Stemma Cavalli

Giacomo Cavalli (o Jacopo, anticamente citato come Iacobus a Caballis, Iacobus ab Equis, Iacomo dai Chavagli, Giacomo delli Caugi; Verona, prima metà del Trecento – Venezia, 1384) è stato un militare e politico italiano.

## Biografia
Giacomo nacque probabilmente a Verona, dimora storica della famiglia Cavalli, figlio di Federico, generale di Alberto e Mastino della Scala, podestà di Vicenza e Padova nonché governatore del castello delle Saline nel 1336.

### A capo della Lega Antiviscontea

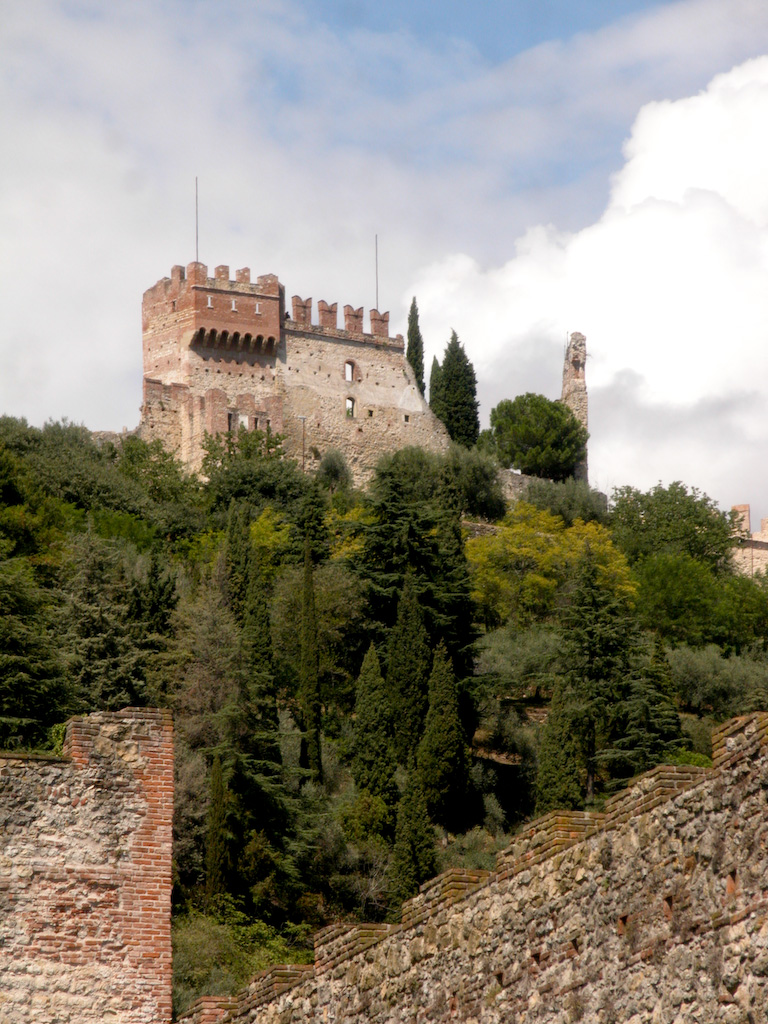
Il castello di Marostica dove il Cavalli soffocò la ribellione

Seguendo la tradizione di famiglia entrò ancora giovane al servizio degli Scaligeri meritandosi ben presto la stima di Cansignorio della Scala, che lo investì subito di importanti incarichi militari. Prima testimonianza di tali incarichi si ha nel maggio 1362 in cui il Cavalli partecipò come procuratore alla formazione della V lega antiviscontea. Il mese successivo tale lega concesse al Cavalli il comando delle operazioni militari. In questa sede conquisterà parte del territorio bresciano, senza riuscire a conquistare la città per via di una pestilenza scoppiata nell'esercito. Nel 1368 lo troviamo al comando dei Veronesi per la difesa della città dall'invasione austriaca, la sua difesa fu eroica e decretò il fallimento della spedizione di Carlo IV.
Questa difesa fu però per considerata da Cansignorio solamente la vittoria di uno dei numerosi tentativi di penetrazione nelle sue terre da parte delle potenze confinanti. Fu infatti per evitare uno di questi che il 6 luglio 1373 il Cavalli fu inviato segretamente a Marostica, dove Francesco I da Carrara detto "il Vecchio" aveva cercato di far ribellare la città con la complicità del capitano del castello. Il Cavalli penetrò segretamente nelle mura del castello e assali il ribelle uccidendolo dopo un lungo combattimento.
Il rapporto di alleanza tra il Cavalli e gli Scaligeri, incrementato dal matrimonio di Giacomo con Costanza della Scala, figlia del canonico Bartolomeo, si interruppe però con la morte di Cansignorio (1375).

### Al servizio di Venezia
Infatti dopo una breve permanenza al servizio di Galeotto I Malatesta, nel 1376 il Cavalli si schierò con Venezia, preoccupata a quel periodo da una possibile invasione da Leopoldo III d'Asburgo. Il 14 maggio dello stesso anno il Duca era già alle porte di Vicenza. Venezia necessitava di una guida salda per il suo esercito e decise quindi di assoldare il Cavalli.

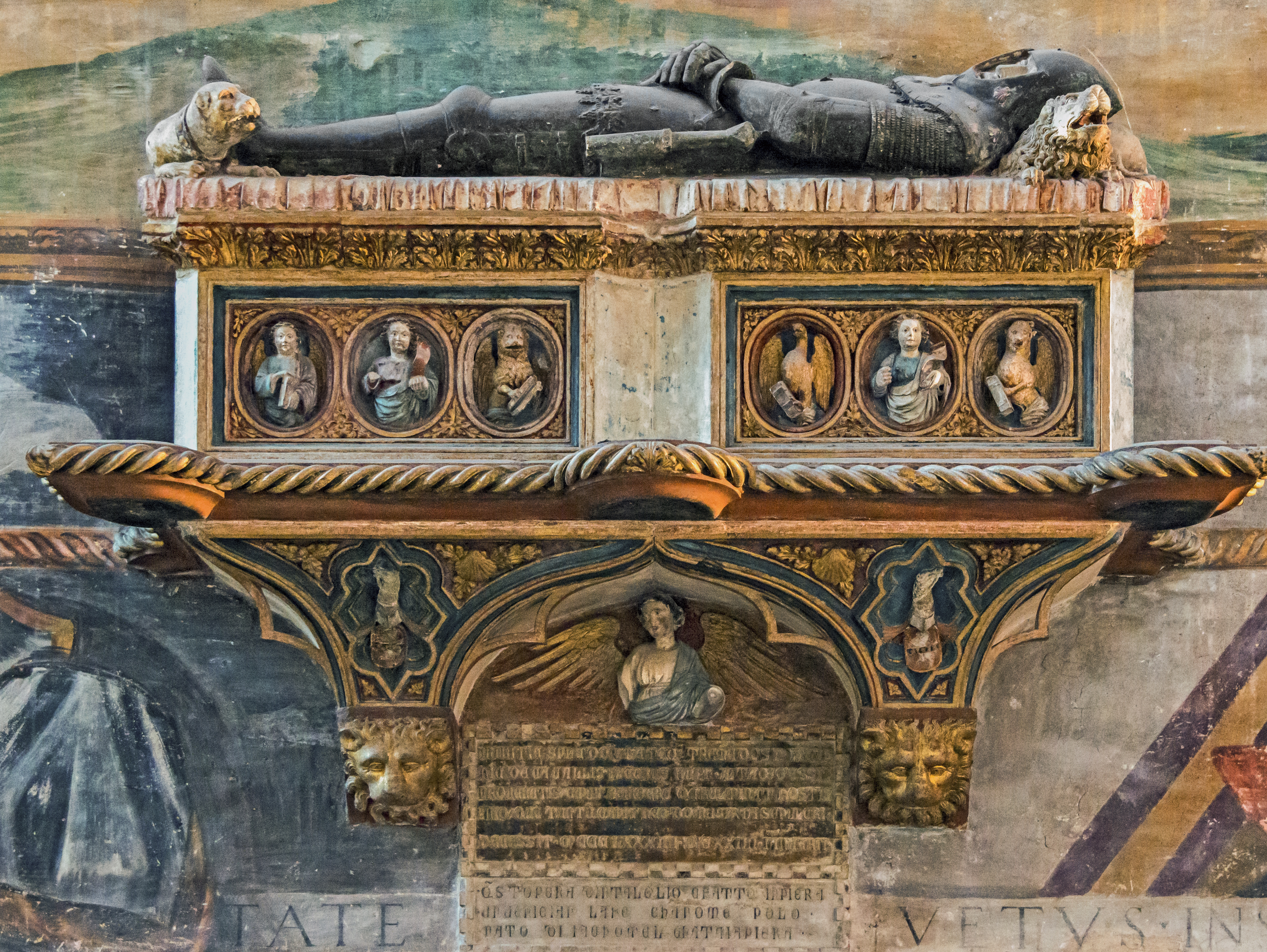
Tomba di Giacomo Cavalli nella basilica dei Santi Giovanni e Paolo a Venezia.

Il 16 giugno il Maggior Consiglio della Repubblica di Venezia nominò il Cavalli capitano generale dell'esercito di Venezia. Iniziò così una collaborazione vantaggiosa per entrambi: il Cavalli raggiunse le posizioni di vertice e fu inserito nella nobiltà veneziana, Venezia venne abbondantemente ripagata dai risultati delle sue brillanti azioni belliche e dalla sua cristallina fedeltà.
Appena ricevuta la nomina, infatti, riorganizzò l'esercito, apportò modifiche alle macchine da guerra e parti alla riconquista della zona trevigiana in mano al Duca austriaco. La sua azione fu un successo e accrebbe la sua fama e la fiducia del senato veneto. Mentre però si cementavano i suoi rapporti con Venezia, sempre più si deterioravano quelli con gli Scaligeri - durante il governo di Antonio della Scala - che nel 1376 cercarono di assassinarlo.
Il Cavalli riprese quindi la sua milizia per Venezia, in quel momento in conflitto con Genova che aveva già conquistato Chioggia, Zara e Pola grazie al comando di Pietro Doria.
Proprio da Chioggia partirono le barche genovesi all'attacco di Venezia dove trovarono a difesa il Cavalli a capo dell'armata veneta. Lo scontro fu duro ma l'armata di Doria fu costretta a tornare a Chioggia.
Fondamentale era quindi per i Veneti la riconquista di Chioggia, di cui si fece promotore il Cavalli, e che fu prontamente accettata dal capitano Vettor Pisani e dal Doge Andrea Contarini. La battaglia fu durissima ma alla fine il Cavalli e il Pisani ottennero la vittoria.
Neppure un mese dopo un esercito veneziano al comando del Cavalli e di Vittor Pisani iniziò un recupero di tutte le terre venete in mano ai genovesi legando il nome del Cavalli indissolubilmente a quello di Venezia.
Fu quindi incluso nel Maggior Consiglio Veneto e morì a Venezia nel 1384, fu sepolto nella basilica dei Santi Giovanni e Paolo (Venezia) con una scultura di Paolo di Iacobello delle Masegne.